# Vinzel
Vinzel je obec na jihozápadě Švýcarska v okrese Nyon v kantonu Vaud. Leží poblíž Ženevského jezera. Žije zde 358 obyvatel.

## Geografie

Letecký pohled (1958)

Vinzel leží v nadmořské výšce 455 m, vzdušnou čarou 8 km severovýchodně od okresního města Nyon. Vinařská obec se nachází na mírně vyvýšeném místě na jižním svahu oblasti Vaud Côte uprostřed vinic, v panoramatické poloze asi 80 metrů nad hladinou Ženevského jezera.
Rozloha pouhých 1,1 km² pokrývá část západní části oblasti Vaud Côte. Území obce se rozkládá od náhorní plošiny na úpatí svahu v úzkém pásu na sever přes svah s vinicemi a přilehlý lesem porostlý sráz až k náhorní plošině u Burtigny. Zde se nachází nejvyšší bod Vinzel ve výšce 735 m n. m.. V roce 1997 bylo 12 % rozlohy obce pokryto zastavěnou plochou, 19 % lesy a lesními porosty a 69 % zemědělstvím.
K Vinzel patří vesnice La Tuilière (442 m n. m.) na úpatí Côte a několik vinic. Sousedními obcemi jsou Luins, Burtigny a Bursins.

## Historie
První písemná zmínka o obci pochází z roku 1145 a nese název Vyncgel. Od středověku patřil Vinzel pod nadvládu Aubonne. Po dobytí Vaudu Bernem v roce 1536 přešla obec pod správu panství Morges. Po pádu Staré konfederace patřila obec v letech 1798–1803 v období helvétského soustátí ke kantonu Léman, který byl poté po vstupu v platnost Ústavy o zprostředkování sloučen s kantonem Vaud. Roku 1798 byla přičleněna k okresu Rolle.

## Obyvatelstvo
| Rok            | 1850 | 1900 | 1910 | 1930 | 1950 | 1960 | 1970 | 1980 | 1990 | 2000 |
| Počet obyvatel | 138  | 155  | 212  | 151  | 114  | 104  | 140  | 141  | 206  | 295  |

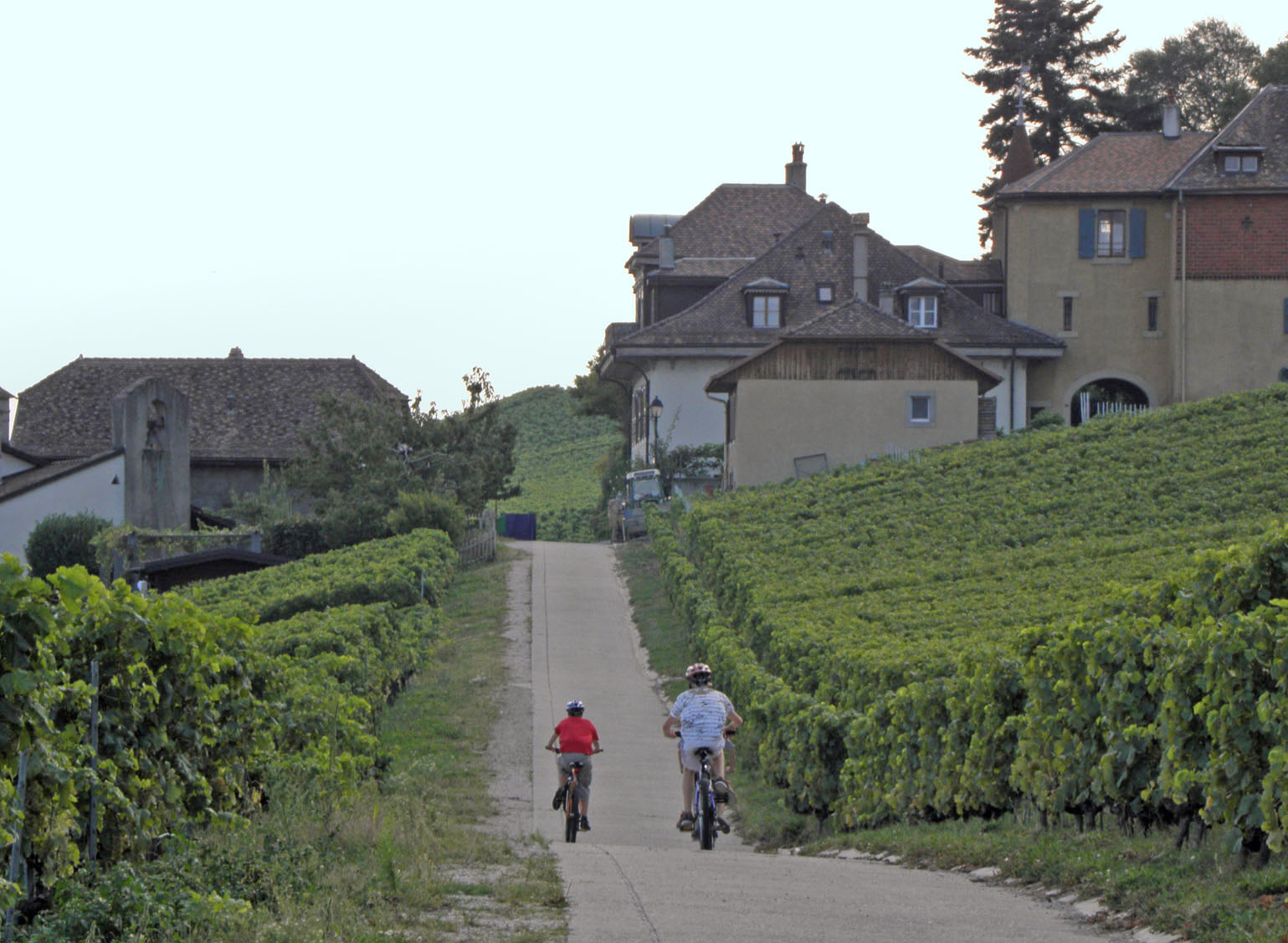
Obec s okolními vinicemi

Z celkového počtu obyvatel je 81,7 % francouzsky mluvících, 6,8 % německy mluvících a 5,1 % anglicky mluvících (stav v roce 2000). V roce 1900 měl Vinzel celkem 155 obyvatel. Poté, co se počet obyvatel do roku 1960 snížil na 104, nastal rychlý nárůst počtu obyvatel, který se během 40 let téměř ztrojnásobil.

## Hospodářství
Vinzel byl až do poloviny 20. století převážně zemědělskou obcí. Zemědělství hraje i dnes důležitou roli jako zdroj obživy obyvatel. Vinice se pěstují na celém svahu Côte pod nadmořskou výškou 550 až 600 metrů. Na náhorní plošině na úpatí svahu převažuje orná půda. Do roku 1956 byla ve Vinzel cihelna. Další pracovní příležitosti jsou k dispozici ve službách. V posledních desetiletích se obec díky své atraktivní poloze rozvinula v rezidenční obec. Mnoho pracujících pracuje mimo obec a dojíždějí i do Lausanne a Ženevy.

## Doprava
Obec má dobré dopravní spojení. Nachází se na hlavní silnici vedoucí z Nyonu po svazích Côte do Aubonne. Vinzel je napojen na síť veřejné dopravy prostřednictvím postbusové linky, která jezdí z Rolle do Glandu.